# Protohermes dichrous
Protohermes dichrous is een insect uit de familie Corydalidae, die tot de orde grootvleugeligen (Megaloptera) behoort. De soort komt voor in Indonesië, Japan en Maleisië.